# Mikroregion Hustířanka

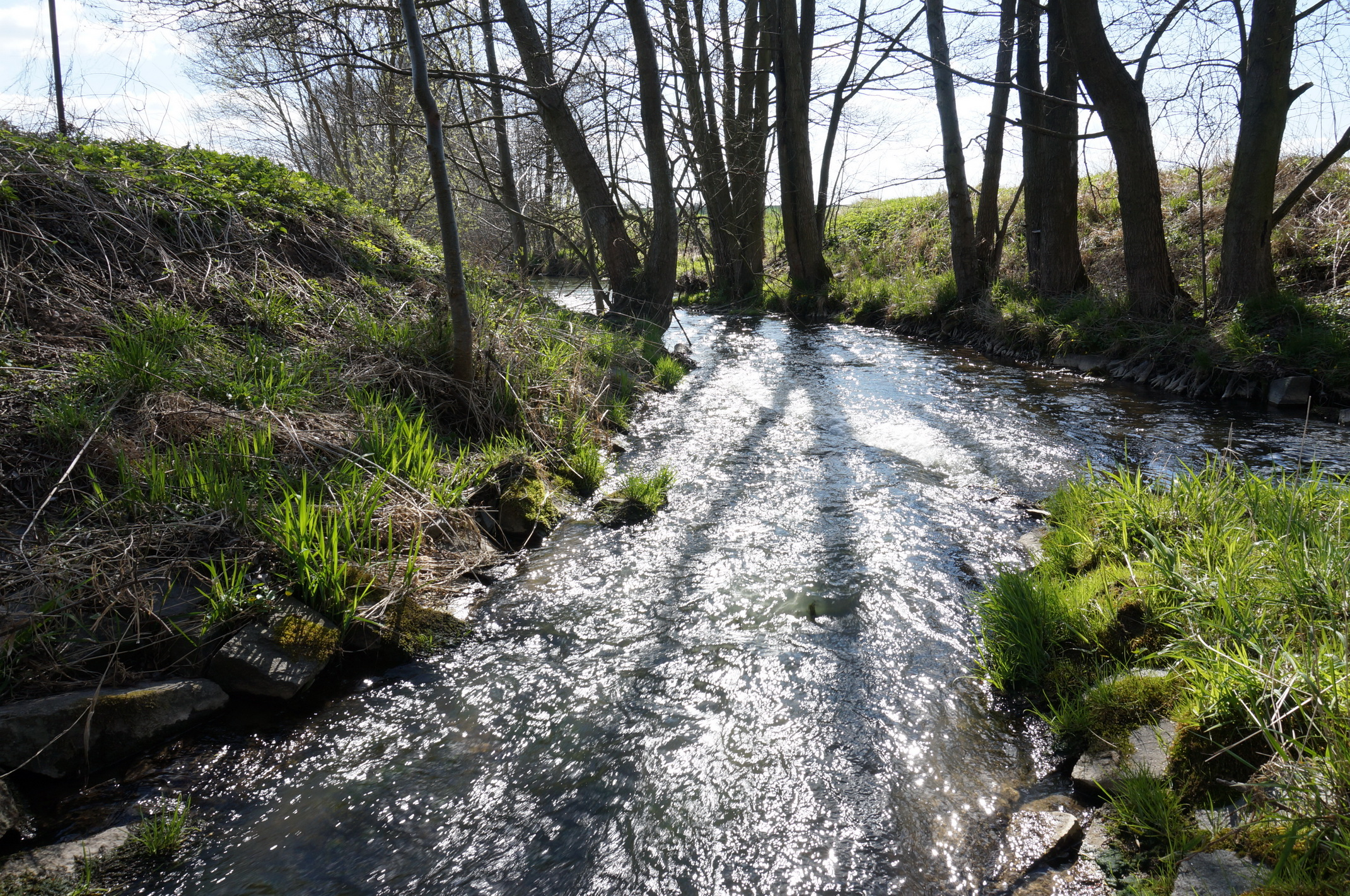
Soutok Hustířanky (vlevo) a Trotiny (vpravo)

Mikroregion Hustířanka je svazek obcí (dle § 49 zákona č.128/2000 Sb. o obcích) v okresu Hradec Králové, okresu Náchod a okresu Trutnov, jeho sídlem jsou Velichovky a jeho cílem je koordinování celkového rozvoje území mikroregionu na základě společné strategie, koordinování územních plánů a územního plánování, přímé provádění společných investičních akcí, společný postup při prosazování ekologické stability území a společná propagace mikroregionu v cestovním ruchu. Sdružuje celkem 15 obcí a byl založen v roce 2001.

## Obce sdružené v mikroregionu
- Dubenec
- Habřina
- Heřmanice
- Hořenice
- Hřibojedy
- Kuks
- Lanžov
- Libotov
- Litíč
- Lužany
- Račice nad Trotinou
- Rožnov
- Velichovky
- Vilantice
- Zaloňov